# 136 (число)
Вижте пояснителната страница за други значения на 136.
136 (сто тридесет и шест) е естествено, цяло число, следващо 135 и предхождащо 137.
Сто тридесет и шест с арабски цифри се записва „136“, а с римски цифри – „CXXXVI“. Числото 136 е съставено от три цифри от позиционните бройни системи – 1 (едно), 3 (три), 6 (шест).

## Общи сведения
- 136 е четно число.
- 136-ият ден от годината е 16 май.
- 136 е година от Новата ера.